# Diaphorus ealensis
Diaphorus ealensis är en tvåvingeart som beskrevs av Octave Parent 1937. Diaphorus ealensis ingår i släktet Diaphorus och familjen styltflugor.
Artens utbredningsområde är Kongo. Inga underarter finns listade i Catalogue of Life.